# Coupe Femina (aviation)
Pour les articles homonymes, voir Femina.
La coupe Femina en aviation, était une compétition aérienne réservée aux aviatrices créée en 1910 par Pierre Lafitte (directeur du magazine Femina). 
L'aviatrice parcourant la plus longue distance au cours de l'année civile remportait le prix. Il existait une autre coupe Femina en golf.

## Les cinq éditions de la coupe Femina
Seule la meilleure performance (la meilleure distance homologuée) de chaque pilote sur une édition (une année civile) est retenue dans le tableau ci-dessous, même si les compétitrices ont établi plusieurs marques dans l’année (comme c’est le cas pour Marie Marvingt, Jane Herveu ou Hélène Dutrieu en 1910 par exemple).
| Année | Concurrentes   | Lieu      | Distance       | Temps      | Date             |
| ----- | -------------- | --------- | -------------- | ---------- | ---------------- |
| 1910  | Marie Marvingt | Mourmelon | 35 km ou 43 km | 53 minutes | 27 novembre      |
| 1910  | Hélène Dutrieu |           | 60,8 km        | 1 h 09     | 8 décembre       |
| 1910  | Jane Herveu    | Pau       |                | 2 h 02     |                  |
| 1910  | Hélène Dutrieu | Étampes   | 167,2 km       | 2 h 35     | 21 décembre      |
| 1911  | Jane Herveu    | Compiègne | 248 km         | 2h 41      | 31 décembre      |
| 1911  | Marie Marvingt |           |                |            |                  |
| 1911  | Hélène Dutrieu | Étampes   | 254,12 km      | 2h 58      | 31 décembre      |
| 1912  | Marie Marvingt |           |                |            |                  |
| 1913  | Hélène Dutrieu |           | 254,130 km     |            |                  |
| 1913  | Jeanne Pallier | Mourmelon | 290 km         |            | Novembre         |
| 1913  | Élise Deroche  |           | 323 km         |            | 25 novembre 1913 |
| 1914  |                |           |                |            |                  |